# المدارس المصرية اليابانية
المدارس المصرية اليابانية (بالإنجليزية: Egyptian Japanese Schools) هي مجموعة مدارس في جمهورية مصر العربية، تتبع وحدة إدارة المدارس المصرية اليابانية بوزارة التربية والتعليم، تشمل جميع مراحل التعليم قبل الجامعي (رياض أطفال، ابتدائي، إعدادي، ومستقبلاً ثانوي)، تهدف إلى تطبيق نموذج التعليم الياباني من الأنشطة التعليمية والذي يُعرف باسم "توكاتسو"، والذي يهدف إلى التنمية الشاملة للطالب من خلال بناء شخصية سوية في السلوكيات، المهارات، القيم، والاتجاهات. تعود فكرة إنشاء المدارس إلى سنة 2016، عندما تم توقيع اتفاقية «الشراكة المصرية اليابانية في التعليم» بين الحكومة المصرية واليابانية، وذلك للاستفادة من تجربة اليابان في التعليم العام والفني،
في يناير 2017 أعلنت وزارة التربية والتعليم إنشاء وحدة لإدارة مشروع المدارس اليابانية، وقد بدأ التخطيط لبدأ الدراسة في المدارس خلال العام الدراسي 2017/2018 في 12 مدرسة موزعة على محافظات القاهرة الكبرى، وفي أبريل 2017 أعلن عن التخطيط لبدء تطبيق النظام في 45 مدرسة أخرى موزعة على محافظات الجمهورية، وفي مايو 2017 صدر قرار وزير التربية والتعليم رقم 159 لسنة 2017 بإنشاء مدارس رسمية نموذجية تحت اسم "المدارس المصرية اليابانية"، والدراسة في المدارس باللغة الإنجليزية وفقاً للمنهج الدراسي المصري الجديد (2.0)، ومصروفات المدرسة تعادل مصروفات المدارس اللغات الخاصة. وبلغ عدد المدارس العاملة خلال العام الدراسي 2023/2022 عدد 52 مدرسة في مختلف محافظات مصر.

## الأهداف
أنشأت المدارس المصرية اليابانية لتحقيق عدة أهداف أهمها:
- خلق مدرسة تحقق السعادة والفخر ومتعة التعلم، لضمان ثقافة ومناخ ايجابي في المدرسة يحقق متعة التعلم ويعزز من بيئة التعلم السعيدة الصحية.
- تحقيق التنمية الشاملة للطفل من خلال تزويد التلاميذ بمجموعة من المهارات عبر تقديم نظام تعليمي شامل يسمى (التعليم الشامل للطفل).
- تنمية الحكم الذاتي والإنتماء والكفاءة لدى الطالب من خلال تلبية المدرسة للاحتياجات النفسية الأساسية للطالب.
- تبني مبادرة المهارات الحياتية والتعليم من أجل المواطنة، من خلال تعظيم قدرات الشباب والصغار، والعمل على خلق توازن بين المعرفة، الأخلاق، والجسم.

## شروط القبول
يشترط للقبول في المدارس المصرية اليابانية عدة شروط أهمها:
- يكون التقدم لمرحلة رياض الأطفال المستوى الأول بكل المدارس.
- يشترط أن يكون الطفل المتقدم مصرى الجنسية.
- يشترط أن يكون سن الطفل متوافق مع لمرحلة التعليمية التي سيتم التقدم لها حسب ترتيب سن المتقدمين للمدرسة في أول أكتوبر من كل عام.
- يشترط الالتزام بالإقامة في المنطقة المحيطة بالمدرسة أو النطاق الجغرافي المتقدم إليه وفقًا لعنوان الطالب.

## الفروع
يبلغ عدد المدارس اليابانية في مصر في العام الدراسي 2023/2022 عدد 52 مدرسة موزعة كالتالي:
| المحافظة             | عدد المدارس | المحافظة        | عدد المدارس | المحافظة            | عدد المدارس |
| -------------------- | ----------- | --------------- | ----------- | ------------------- | ----------- |
| محافظة القاهرة       | 5           | محافظة الجيزة   | 4           | محافظة القليوبية    | 2           |
| محافظة الإسكندرية    | 3           | محافظة البحيرة  | 1           | محافظة دمياط        | 2           |
| محافظة الدقهلية      | 4           | محافظة الشرقية  | 4           | محافظة الغربية      | 3           |
| محافظة كفر الشيخ     | 1           | محافظة المنوفية | 2           | محافظة السويس       | 1           |
| محافظة الإسماعيلية   | 1           | محافظة بورسعيد  | 2           | محافظة شمال سيناء   | 1           |
| محافظة جنوب سيناء    | 2           | محافظة الفيوم   | 2           | محافظة أسيوط        | 1           |
| محافظة المنيا        | 1           | محافظة بني سويف | 1           | محافظة قنا          | 1           |
| محافظة سوهاج         | 1           | محافظة أسوان    | 2           | محافظة البحر الأحمر | 2           |
| محافظة الوادي الجديد | 1           | محافظة مطروح    | 1           |                     |             |

## معرض الصور

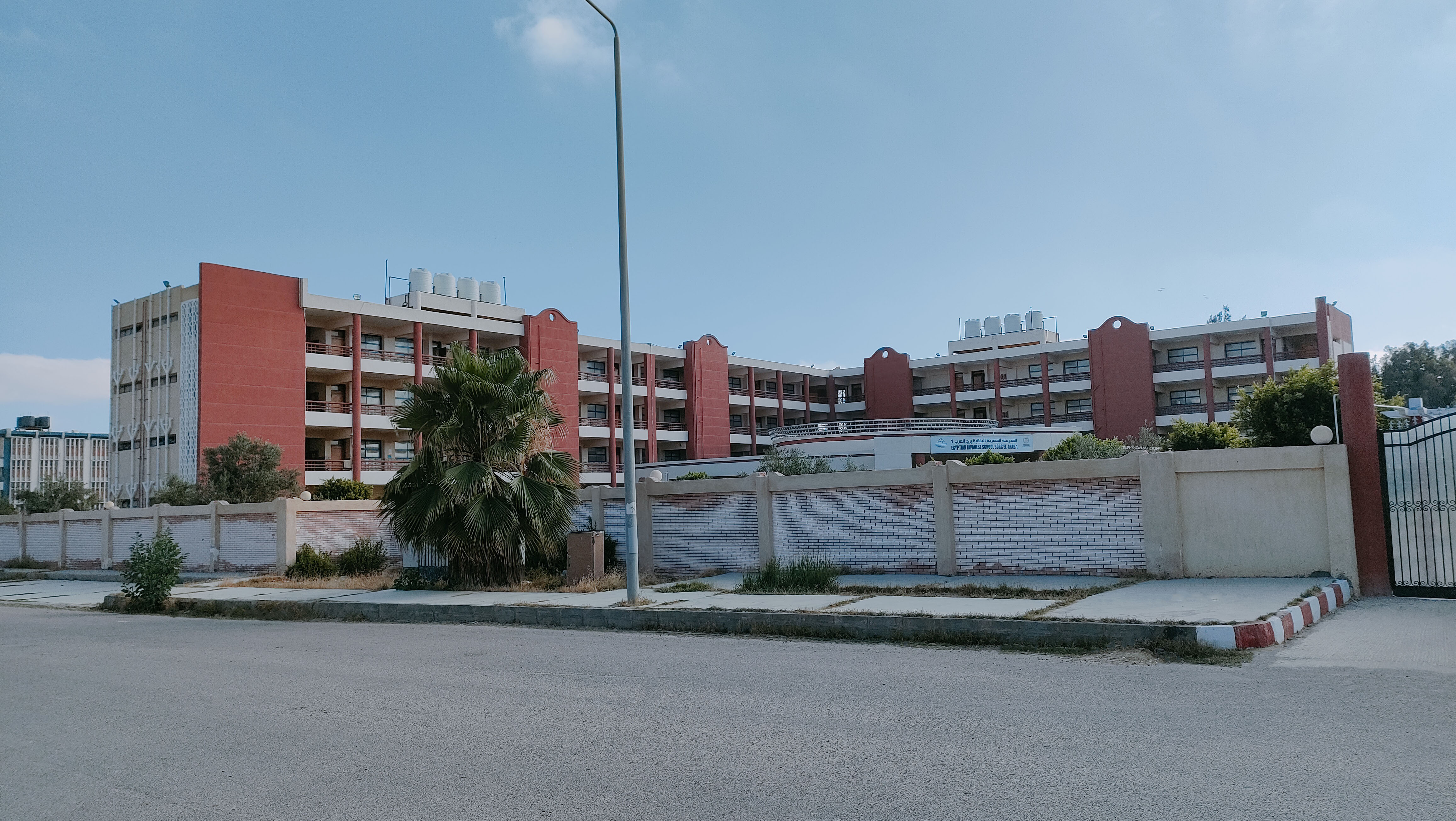
المدرسة المصرية اليابانية 1 ببرج العرب الجديدة بالإسكندرية.
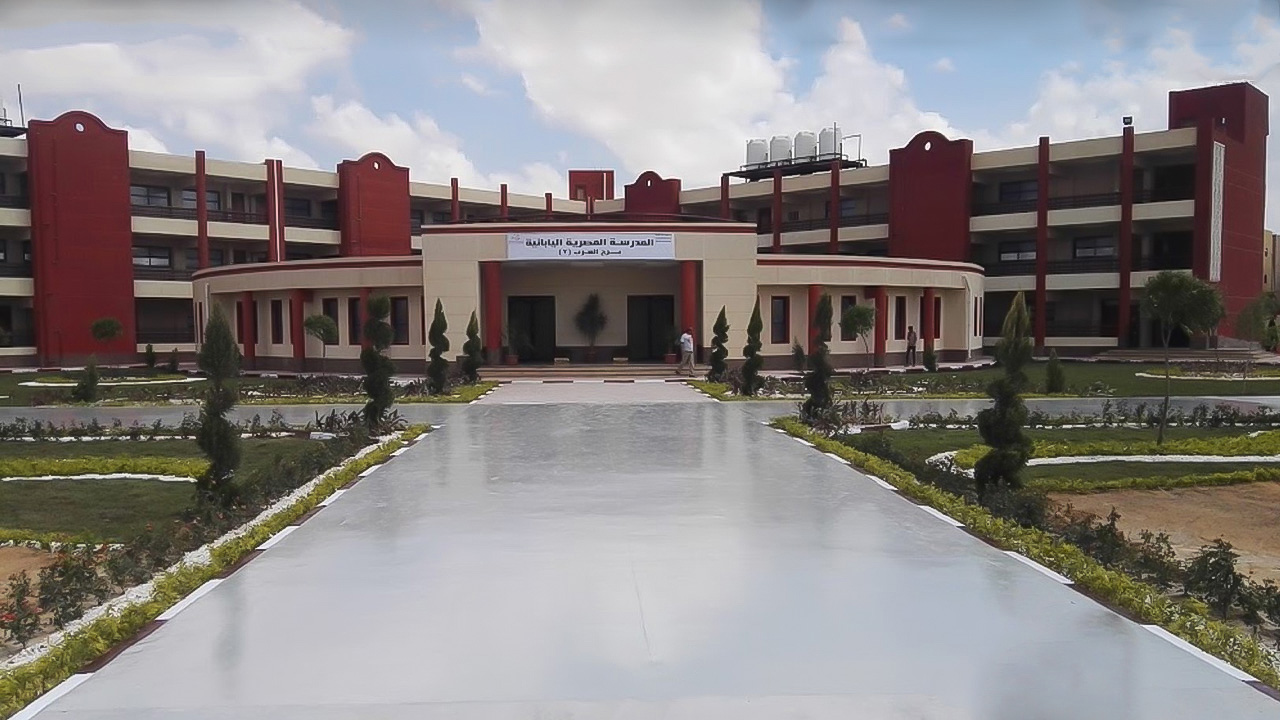
المدرسة المصرية اليابانية 2 ببرج العرب الجديدة

## وصلات خارجية
- الموقع الرسمي للمدارس.
- الصفحة الرسمية للمدارس على موقع فيس بوك.